# Russell Carpenter
Russell Paul Carpenter (9 de dezembro de 1950) é um diretor de fotografia estadunidense.
Carpenter nasceu em Los Angeles, Califórnia; seu avô era um sonoplasta. Enquanto ele ainda era um estudante universitário, ele começou a fazer imagens com uma câmera de 16 mm para a KPBS, uma emissora de televisão de San Diego. Subsequentemente ele filmou documentários para a KOCE, uma emissora de Costa Mesa. Ele continuou a trabalhar, agora como diretor de fotografia, passando por filmes independentes e de baixo orçamento até que, por uma série de conexões, ele conheceu o diretor James Cameron. Carpenter e Cameron trabalharam juntos nos filmes True Lies (1994), Titanic (1997), que lhe rendeu o Oscar de Melhor Fotografia, e Avatar: O Caminho da Água (2022).